# Revista Topía
La Revista Topía es una publicación cuatrimestral de psicoanálisis, sociedad y cultura, que se publica desde 1991 en Buenos Aires, Argentina, en los meses de abril, agosto y noviembre. Desde esa fecha a 2015 se han publicado 75 números y 6 números especiales sobre Topía en la Clínica.

Se propone como un espacio de reflexión donde el psicoanálisis, al no pretender transformarse en una cosmovisión, se pueda encontrar en un diálogo fecundo con la sociedad y la cultura, implicando a distintas disciplinas y enfoques. Así conviven diferentes perspectivas que no implican eclecticismo. Por el contrario, son una forma de construir un pensamiento crítico que pueda dar cuenta de los problemas que atraviesa el sujeto en la actualidad de nuestra cultura.

Su director y fundador es el psicoanalista Enrique Carpintero.
Los editores: Enrique Carpintero, César Hazaki y Alejandro Vainer. El consejo de redacción actual está conformado por los tres mencionados más Alfredo Caeiro, Susana Toporosi, Susana Ragatke, Alicia Lipovetzky, Héctor J. Freire y Carlos Alberto Barzani.
En ella han escrito psicoanalistas como Silvia Bleichmar, Emilio Rodrigué, Juan Carlos Volnovich, Fernando Ulloa, Christophe Dejours, Michel Tort, etc. Y otras personalidades como Eduardo "Tato" Pavlovsky, Eva Giberti, etc.

## Menciones y Declaraciones
En el año 2000 fue Declarada por la Dirección de Cultura de la Nación Argentina como una de las 100 revistas culturales más importantes de la República Argentina.

En el año 2001 fue Declarada por la Dirección de Cultura de la Nación Argentina como una de las 10 revistas culturales más importantes de la República Argentina.

El martes 9 de abril de 2013 se realizó el acto donde se declaró de “interés sanitario y social las actividades de la editorial Topía” propuesta por la Comisión de Salud de la Legislatura de la Ciudad de Buenos Aires.

## Secciones
La revista comenzó a editarse en tamaño A4 y desde el nro. 30 cambió al formato tabloide.
Las secciones actuales son: Editorial, Dossier, Topía en la clínica (donde se trabajan fundamentalmente sobre Nuevos Dispositivos Psicoanalíticos), Debates en Salud Mental (donde se debate la situación de la salud en la Argentina, allí se han generado polémicas con asociaciones de psiquiatras y otras corporaciones), Área Corporal (a cargo de Alicia Lipovetzky), Las Palabras y Los Hechos.